# Caryl Wood
Pour les articles homonymes, voir Wood.
Caryl Wood, née Caryl Price, est une artiste peintre impressionniste américaine mariée au peintre Robert William Wood.

## Biographie
Caryl Wood rencontre Robert en 1953 après que ce dernier a survécu à un accident d'auto, mais avec des blessures graves. Le couple se marie peu après et Robert lui enseigne la peinture, tout en l'emmenant sur ses voyages de peinture à travers le pays. En 1964, le couple déménage à San Diego, après avoir vécu pendant un certain temps à Woodstock. Ils s'installent finalement à Bishop. Elle est par la suite devenue peintre professionnelle par elle-même et a réalisé de nombreuses œuvres. On croit cependant que son mari l'a aidé dans ses tableaux et que certains sont peut-être en fait de lui, même s'ils sont  signés par Caryl.

## Œuvres
Liste non-exhaustive de ses peintures: 
- Fading Sun, huile sur toile, 40,64 × 50,8 cm, XXe siècle, Jon Berg Fine Art[2] ;
- California Landscape, huile sur toile, 30,48 × 40,64 cm, 1956, vendu à un collectionneur privé en 2019[1] ;
- Laguna Canyon, huile sur toile, 40,64 × 50,8 cm, XXe siècle, vendue en 2002 à un collectionneur privé[3] ;
- Ullswater Shore, huile sur toile, 59,5 × 44,5 cm, XXe siècle, Sulis Fine Art[4].